# 浜松市役所
浜松市役所（はままつしやくしょ）は、地方公共団体である浜松市の執行機関としての業務を行う施設（役所）である。
また、市役所本庁舎の一部に中央区役所が設置されている。

## アクセス
- JR東海浜松駅（北口）バスターミナル13・14・16番のりばから市役所方面経由の遠鉄バスで「市役所前」下車
- JR浜松駅（北口）バスターミナル1・2・15・16番のりばから市役所方面経由の遠鉄バスで「市役所南」下車

## 業務時間
- 月曜日から金曜日の8時30分から17時15分（土曜日・日曜日・祝日・年末年始を除く）[1][2]

## 歴史
- 1952年12月 - 庁舎落成（現在のものとは異なる）。利町の仮庁舎から移転。
- 1980年代 - 西館落成
- 2006年 - 旧庁舎解体。当時の西館がこれ以降本館となる。

## 浜松市の組織
浜松市事務分掌条例、浜松市事務分掌規則、浜松市保健所条例により、浜松市に設置されている部署は次のとおりである。（2025年4月1日現在）
- 危機管理課
- 市長公室 - 秘書課、広聴広報課
- 企画調整部 - 企画課、国際課、デジタル・スマートシティ推進課、情報システム課
- 総務部 - 人事課、政策法務課、職員厚生課、文書行政課
- 財務部 - 財政課、アセットマネジメント推進課、公共建築課、調達課、技術監理課、税務総務課、市民税課、資産税課、収納対策課
- 市民部 - 市民生活課、市民協働・地域政策課、中山間地域振興課、UD・男女共同参画課、創造都市・文化振興課、文化財課、中央図書館、スポーツ振興課
- 健康福祉部 - 福祉総務課、障害保健福祉課、高齢者福祉課、介護保険課、国保年金課、健康医療課、病院管理課、健康増進課
  - 保健所 - 保健総務課、生活衛生課
- こども家庭部 - こども若者政策課、子育て支援課、幼保支援課、幼保運営課
- 環境部 - 環境政策課、環境保全課、一般廃棄物対策課、廃棄物処理施設課、産業廃棄物対策課
- 産業部 - 産業振興課、労働政策課、企業立地推進課、スタートアップ推進課、カーボンニュートラル推進課、観光・シティプロモーション課、農業水産課、農業振興課、農地整備課、農地利用課、林業振興課
- 都市整備部 - 都市計画課、土地政策課、盛土対策課、交通政策課、市街地整備課、建築行政課、住宅課、緑政課、公園課
- 土木部 - 道路企画課、道路保全課、河川課
- 会計管理者 - 会計課

## アクセス
- 浜松駅バスターミナルより、下記のバスに乗車

| 乗り場   | 路線                                                                               | 下車バス停 |
| 1のりば  | 30・31舘山寺線、36大塚ひとみヶ丘線、37大久保線                                     | 市役所南   |
| 2のりば  | 8鶴見富塚じゅんかん（医療センターまわり）、 8-22大平台線（広沢経由）、8-33伊佐見線 | 市役所南   |
| 13のりば | 50山の手医大線、53・56萩丘都田線                                                   | 市役所前   |
| 14のりば | 8鶴見富塚じゅんかん（せいれいまわり）、 51泉高丘線、58和合西山線（せいれい経由）   | 市役所前   |
| 15のりば | 40気賀三ヶ日線、43引佐線、45奥山線                                                 | 市役所南   |
| 16のりば | 41高台線、46・46-ﾃ都田線                                                           | 市役所南   |
| 16のりば | 48和合西山線（常盤町経由）【運行本数が極端に少ない】                               | 市役所前   |